# Nólsoy

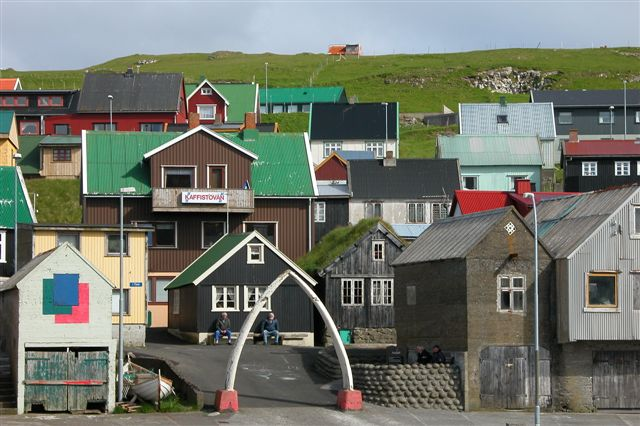
Nólsoy.

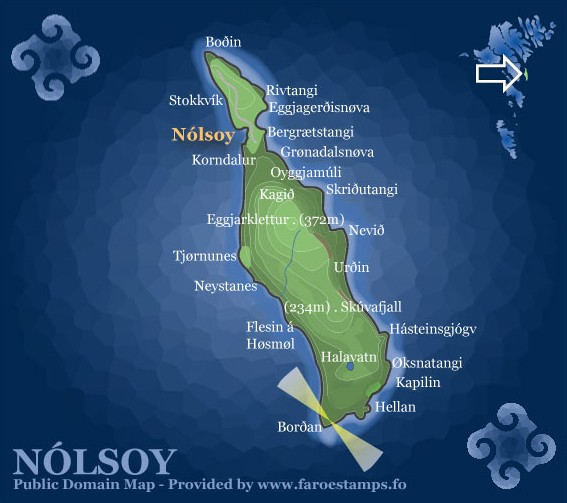
Karta

Nólsoy (förr även Nölsoy; danskinspirerad äldre namnform: Nolsö, efter försök att härleda det såsom ”Nålsö”, men egentligen från fornnordiska Norsey[källa behövs]) är en av öarna som bildar Färöarna. Ön ligger öster om Streymoy och har en yta på 10,3 km². Det högsta berget är Eggjarklettur med sina 372 meter och invånarantalet (2014) är 222 (252 invånare 2006, 350 invånare 1970). Ön är ca 9 km lång i nord-sydlig riktning. Vid öns södra udde finns en naturlig tunnel genom berget, som det går att åka båt igenom. Där finns även Borðan, öns fyr som byggdes 1893. Den var ett av mycket få mål på Färöarna som blev bombade under andra världskriget.
Nólsoy utgjorde tidigare en egen kommun, men sedan januari 2005 tillhör Nólsoy Torshamns kommun. I Nólsoy finns en hamn varifrån det går färjor över till Torshamn. En båtfärd från Nólsoy över till Torshamn tar ungefär tjugo minuter. Eftersom den ligger rakt ut från Torshamn så kan man se ön enkelt från Torshamn.
Mycket av konstnärens Johan Steffan Danielsens verk är målade på ön och föreställer sålunda olika delar av ön. 